# ريتشارد ويلسون (ضابط)
ريتشارد ويلسون (بالإنجليزية: Richard Wilson)‏ هو ضابط أسترالي، ولد في 16 يناير 1955 في بريزبان في أستراليا.